# Brayan Sánchez
Brayan Stiven Sánchez Vergara (Medellín, 3 juni 1994) is een Colombiaans baan- en wegwielrenner die anno 2018 rijdt voor Holowesko-Citadel p/b Araphaoe Resources.

## Carrière
In 2014 won Sánchez het jongerenklassement van de Ronde van Guatemala. Datzelfde jaar werd hij Pan-Amerikaans kampioen ploegenachtervolging. In 2018 werd hij prof bij Holowesko-Citadel p/b Araphaoe Resources.

## Baanwielrennen

### Palmares
| Jaar | CK                                  | P-AK                 | WK | Overig                                                   |
| ---- | ----------------------------------- | -------------------- | -- | -------------------------------------------------------- |
| 2014 |                                     | Ploegenachtervolging |    |                                                          |
| 2015 | Ploegenachtervolging                |                      |    |                                                          |
| 2016 | Ploegenachtervolging                | Ploegenachtervolging |    |                                                          |
| 2017 | Ploegenachtervolging, Achtervolging |                      |    | Bolivarische Spelen: Ploegenachtervolging, Achtervolging |

## Wegwielrennen

### Overwinningen
2014
Jongerenklassement Ronde van Guatemala
2021
3e en 6e etappe Ronde van Colombia
Bergklassement Ronde van Colombia
1e etappe Ronde van Rwanda
2024
2e etappe Ronde van Ecuador

## Ploegen
- 2015 –  Orgullo Antioqueño
- 2016 –  Team Jamis
- 2017 –  EPM
- 2018 –  Holowesko-Citadel p/b Araphaoe Resources
- 2019 –  Orgullo Paisa
- 2020 –  Team Medellín
- 2021 –  Team Medellín–EPM
- 2022 –  Team Medellín–EPM
- 2023 –  Team Medellín–EPM
- 2024 –  Team Medellín–EPM

Brøchner · Bryon · Bybee · Companioni · Dahlheim · Eisenhart · Flaksis · Gómez · Koontz · Krasilnikaw · Lewis · Lienhard · Murphy · Rhim · Sánchez · Schmitt